# Arakel Mirsojan
Arakel Mirsojan (armenisch Արակել Միրզոյան; * 21. Oktober 1989 in Jerewan, Armenische SSR, Sowjetunion) ist ein armenischer Gewichtheber. Er wurde 2009 Vize-Weltmeister und Europameister im Zweikampf im Leichtgewicht.

## Werdegang
Arakel Mirsojan kam bereits als Kind zum Gewichtheben. Sein Vater ist kein Geringerer als Oksen Mirsojan, der Olympiasieger im Bantamgewicht von 1988. Dieser ist auch sein Trainer in einem Leistungszentrum in Jerewan. Seit Arakel Mirsojan der armenischen Nationalmannschaft im Gewichtheben angehört, wird er in dieser auch vom armenischen Cheftrainer Ashot Mchitarjan betreut. Er ist Journalismus-Student an der Universität von Jerewan.
Sein Debüt auf der internationalen Gewichtheberbühne gab Arakel Mirsojan im Jahre 2005. Er startete dabei bei der Junioren-Europameisterschaft in Sofia im Federgewicht und belegte mit 242 kg (110–132) im Zweikampf hinter Sergei Petrossjan, Russland, 263 kg, Alexandru Dodoglu, Moldawien, 263 kg u. Paul Stoichita, Rumänien, 258 kg, den 4. Platz. 2007 gewann er bei der Junioren-Europameisterschaft in Landskrona im Federgewicht mit 257 kg (115–142) hinter Dimitrios Minasides, Zypern, der auf 263 kg kam, die EM-Silbermedaille.
Auch im Jahre 2008 war er erfolgreich. Er gewann bei der Junioren-Europameisterschaft in Durres/Albanien im Leichtgewicht mit 310 kg (140–170) seinen ersten internationalen Meistertitel. Bei der Junioren-Weltmeisterschaft dieses Jahres in Cali kam er im Leichtgewicht auf 302 kg (137–165) und musste sich Oleg Chen aus Russland, 307 kg (142–165) knapp geschlagen geben. Schließlich startete er 2008 auch noch bei der Universitäten-Weltmeisterschaft in Komotini/Griechenland und kam dort mit einer Steigerung auf 312 kg (142–171) hinter dem Chinesen Xiao Minghua, der dort mit 332 kg (150–182) überlegen gewann, auf den 2. Platz.
2009 gewann Arakel Mirsojan auch seinen ersten internationalen Meistertitel bei den Senioren. Er wurde in Bukarest mit 336 kg (151–185) Europameister vor dem erfahrenen Franzosen Vencelas Dabaya, 333 kg (147–186) und Wladislaw Lukanin aus Russland, der 330 kg (147–183) erreichte. Bei der Junioren-Weltmeisterschaft 2009 in Bukarest musste er kurz danach erfahren, wie bitter eine Niederlage sein kann, denn er blieb dort nach drei Fehlversuchen im Stoßen mit 180 kg ohne Zweikampfleistung unplatziert, nachdem er im Reißen mit 152 kg eine neue persönliche Bestleistung aufgestellt hatte, mit der er auch Junioren-Weltmeister im Reißen geworden war.
Von dieser Niederlage zeigte er sich bei der Weltmeisterschaft der Senioren 2009 in Goyang/Südkorea bestens erholt. Er schaffte dort im Leichtgewicht im Zweikampf 334 kg (154–180) und belegte damit hinter Liao Hui aus der Volksrepublik China, 346 kg (160–186) den zweiten Platz.
Bei der Europameisterschaft 2010 in Minsk war Arakel Mirsojan nicht am Start.

## Internationale Erfolge
| Jahr | Platz | Wettbewerb                                | Gewichtsklasse | |
| 2005 | 4.    | Junioren-EM in Sofia                      | Feder          | mit 242 kg (110–132), hinter Sergei Petrossjan, Russland, 263 kg, Alexander Dudoglu, Moldawien, 263 kg u. Paul Stoichita, Rumänien, 258 kg |
| 2007 | 2.    | Junioren-EM in Landskrona                 | Feder          | mit 257 kg (115–142), hinter Dimitrios Minasides, Zypern, 263 kg, vor Dumitru Dawidenko, Moldawien, 255 kg                                 |
| 2008 | 1.    | Junioren-EM in Durres/Albanien            | Leicht         | mit 310 kg (140–170), vor Razvan Martin, Rumänien, 302 kg u. Briken Calja, Albanien, 301 kg                                                |
| 2008 | 2.    | Junioren-WM in Cali, Kolumbien            | Leicht         | mit 302 kg (137–162), hinter Oleg Chen, Russland, 307 kg (142–165), vor Luis Miguel Pineda, Kolumbien, 302 kg (136–166)                    |
| 2008 | 2.    | Universitäten-WM in Komotini/Griechenland | Leicht         | mit 312 kg (141–171), hinter Xiao Minghua, Volksrepublik China, 332 kg (150–182), vor Ekrem Agilli, Türkei, 312 (141–171)                  |
| 2009 | 1.    | EM in Bukarest                            | Leicht         | mit 336 kg (151–185), vor Vencelas Dabaya, Frankreich, 333 kg (147–186) u. Wladislaw Lukanin, Russland, 330 kg (147–183)                   |
| 2009 | unpl. | Junioren-WM in Bukarest                   | Leicht         | nach 152 kg im Reißen 3 Fehlversuche im Stoßen mit 180 kg; Sieger: Lin Quingfeng, China, 320 kg (147–173)                                  |
| 2009 | 2.    | WM in Goyang/Südkorea                     | Leicht         | mit 334 kg (154–180), hinter Liao Hui,China, 346 kg (160–186), vor Triyatno, Indonesien, 330 kg (150–180)                                  |

## WM + EM-Einzelmedaillen
- WM-Bronzemedaillen: 2009/Reißen
- EM-Goldmedaillen: 2009/Reißen
- EM-Silbermedaillen: 2009/Stoßen